# Leptaulax
Leptaulax es un género de coleóptero de la familia Passalidae.

## Especies
Las especies de este género son:
- Leptaulax acutangularis
- Leptaulax analis
- Leptaulax anaulax
- Leptaulax andamanarum
- Leptaulax anibarbis
- Leptaulax anna
- Leptaulax apicalis
- Leptaulax arayai
- Leptaulax arrowi
- Leptaulax barbicauda
- Leptaulax batschianae
- Leptaulax beccarii
- Leptaulax bicolor
- Leptaulax biroi
- Leptaulax castilloae
- Leptaulax circulus
- Leptaulax consequens
- Leptaulax crockerensis
- Leptaulax cyclotaenius
- Leptaulax datar
- Leptaulax dentatus
- Leptaulax dentifrons
- Leptaulax differentispina
- Leptaulax drescheri
- Leptaulax elegans
- Leptaulax eschscholtzi
- Leptaulax formosanus
- Leptaulax fujiokae
- Leptaulax glaber
- Leptaulax hansemani
- Leptaulax hidakai
- Leptaulax himalayae
- Leptaulax hirsutus
- Leptaulax humerosus
- Leptaulax immarginalis
  - Leptaulax immarginalis immarginalis
  - Leptaulax immarginalis minangkabauensis
- Leptaulax intermedius
- Leptaulax iwasei
- Leptaulax jaechi
- Leptaulax jenisi
- Leptaulax joliveti
- Leptaulax karoensis
- Leptaulax kecil
- Leptaulax koreanus
  - Leptaulax koreanus nomura
- Leptaulax labyrinthus
- Leptaulax laevis
- Leptaulax loebli
- Leptaulax luzonicus
- Leptaulax malaccae
- Leptaulax manillae
- Leptaulax manis
- Leptaulax masatakai
- Leptaulax masayukii
- Leptaulax matsumotoi
- Leptaulax mindanaoensis
- Leptaulax negrosensis
- Leptaulax niae
- Leptaulax novaeguineae
- Leptaulax obtusidens
- Leptaulax pacholatkoi
- Leptaulax palawanicus
- Leptaulax papua
- Leptaulax papuanus
- Leptaulax parvus
  - Leptaulax parvus balita
  - Leptaulax parvus parvus
- Leptaulax planus
- Leptaulax pulchellus
- Leptaulax punctatus
- Leptaulax riekoae
  - Leptaulax riekoae kachinensis
  - Leptaulax riekoae riekoae
- Leptaulax roepstorfi
- Leptaulax sabahensis
- Leptaulax sakaii
- Leptaulax sambawae
- Leptaulax sarawakus
- Leptaulax schillhammeri
- Leptaulax schoedli
- Leptaulax similis
- Leptaulax strbai
- Leptaulax timoriensis